# Climate Impacts Research Centre

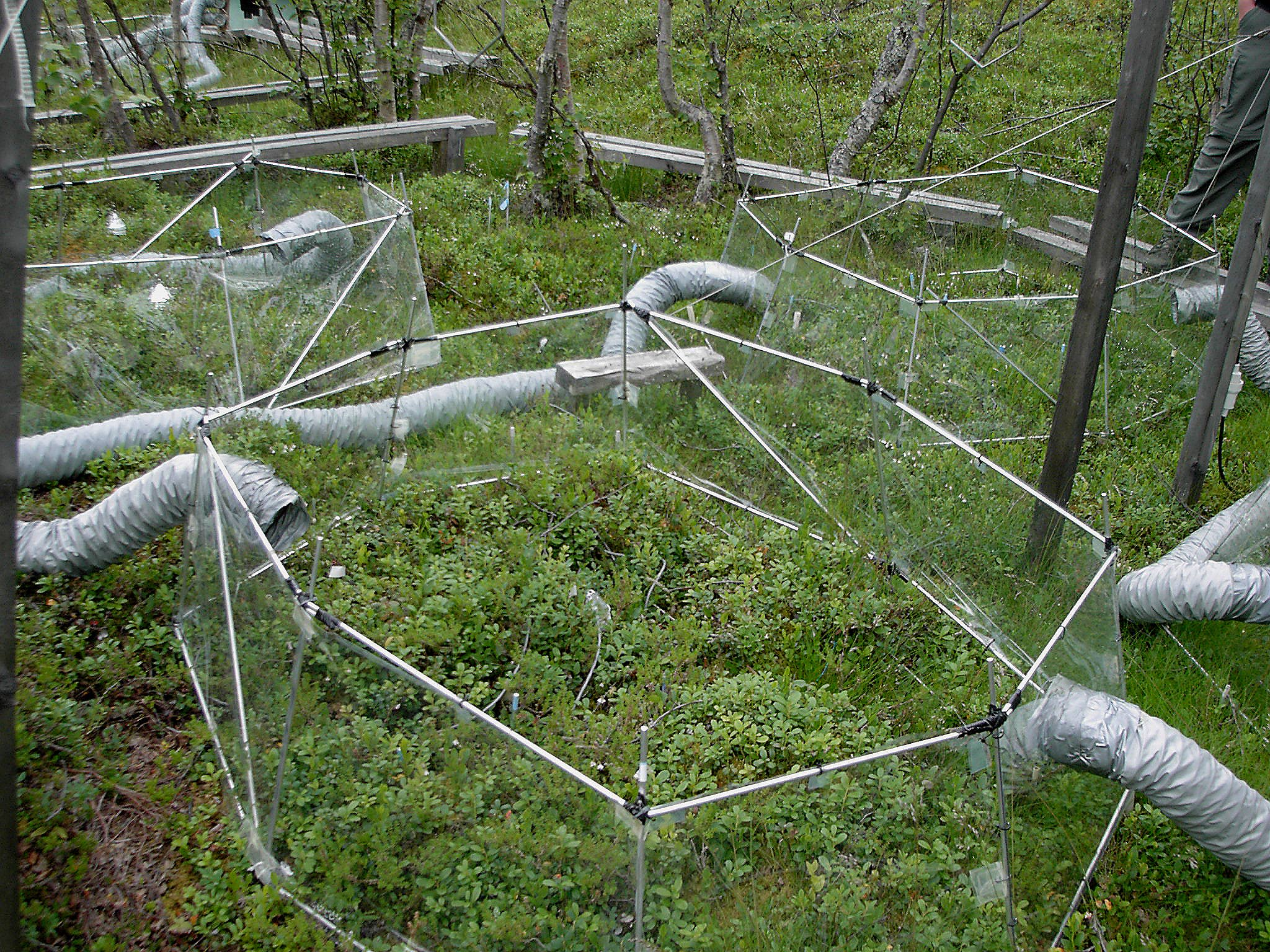
Fältförsök vid Torneträsk.

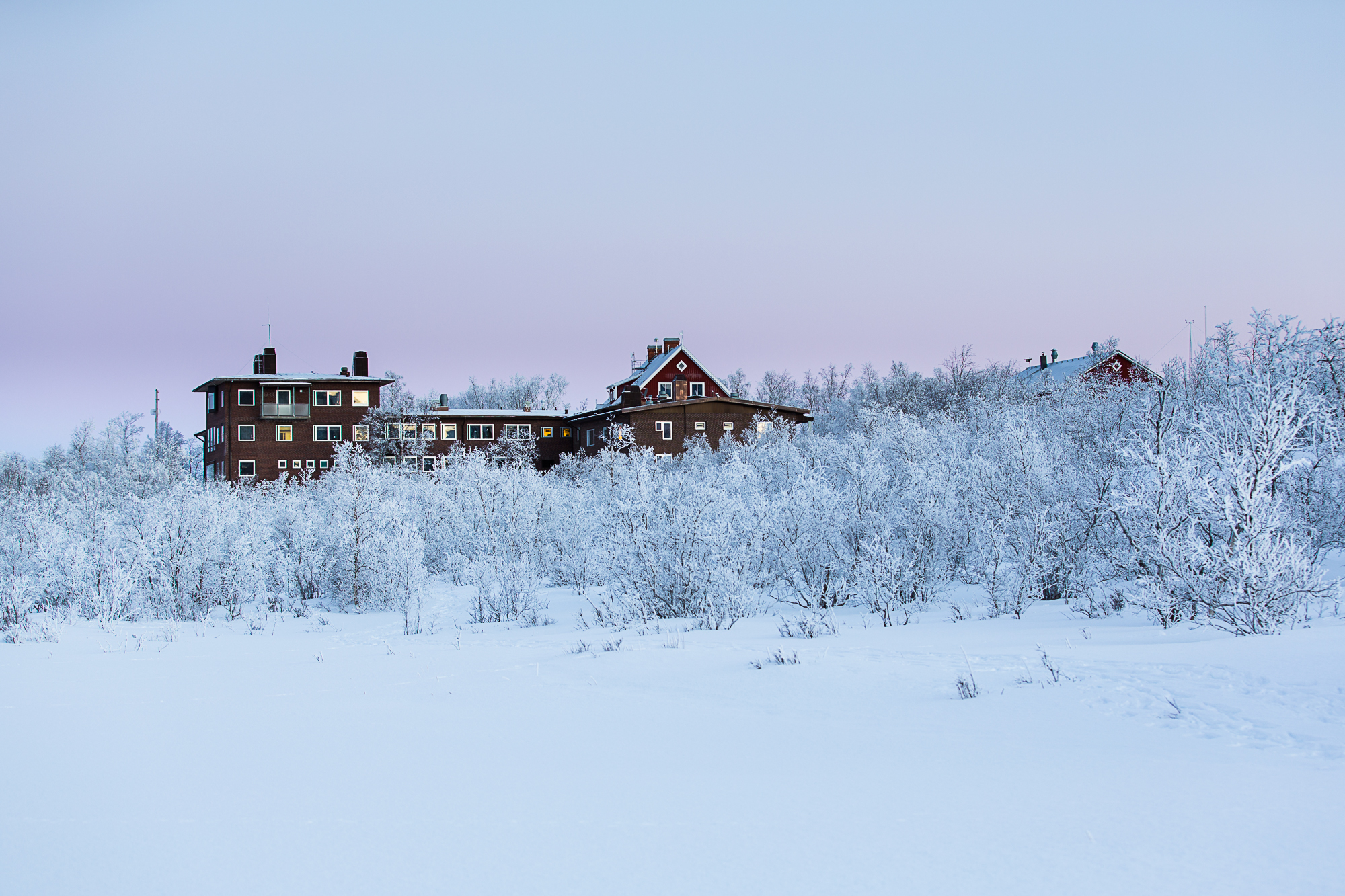
Abisko naturvetenskapliga station vintertid.

Climate Impacts Research Centre (CIRC) är ett forskningscentrum baserat vid Institutionen för ekologi, miljö och geovetenskap vid Umeå universitet, men huvudsakligen verksamt vid Abisko naturvetenskapliga station, som drivs av Polarforskningssekretariatet.

## Forskning
CIRC:s forskning fokuserar på att öka kunskapen kring hur arktiska och alpina ekosystem fungerar, för att bättre förstå effekter av klimat- och miljöförändringar dessa miljöer, såväl terrestra (landbaserade) som akvatiska (vattenbaserade) ekosystem.
Inom arktisk ekologi bedrivs projekt om bland annat om hur trädgränsen påverkas av uppvärmningen; hur renar påverkar fjällvegetationen, och utbredningen av fiskarter i sjöar och vattendrag – såväl historiskt som i ljuset av klimatförändringar.
Inom biogeokemi studeras bland annat vattendrag i nordliga områden med avseende på emissioner av kol till atmosfären och export av kol till kustområden, samt effekter av tinande permafrost på tundran och i annan alpin miljö.
H.M. Konung Carl XVI Gustafs professur i miljövetenskap 2017/18 tilldelades John Anderson, professor i naturgeografi och paleolimnologi vid Loughborough University i England, som under dessa år kommer att vara gästprofessor vid CIRC. 

## Större forskningsprojekt
År 2016 beviljades 37 miljoner kronor över fem år av Knut och Alice Wallenbergs stiftelse för projektet "Climate change induced regime shifts in northern lake ecosystems", med Jan Karlsson som huvudsökande.

### Wallenberg Academy Fellows
För närvarande (2017) är tre unga forskare vid CIRC är också utsedda till Wallenberg Academy Fellows, ett karriärprogram – initierat av Knut och Alice Wallenbergs stiftelse i nära samarbete med fem kungliga akademier och sexton universitet i Sverige – som tillhandahåller långsiktig finansiering till de mest lovande unga forskarna inom alla discipliner så att de kan utveckla sina projekt.
- Ellen Dorrepaal (2012)[4]
- Jonatan Klaminder (2013)[5]
- David Seekell (2015)[6]

## Utbildning
Sedan 2002 bedrivs även utbildning vid CIRC, bland annat kurser i Arktisk ekologi, Arktisk geoekologi och Fjällekologi, samt ett tvåårigt masterprogram. CIRC är också anslutet till det nordliga högskolenätverket University of the Arctic.

## Historia
CIRC bildes 1996 och består för närvarande (2017) av ett 50-tal forskare; professorer, forskarassistenter, postdoktorer,  doktorander och gästforskare. Merparten av CIRC:s forskare är även affilierade (anslutna) till Arcum, Arktiskt centrum vid Umeå universitet.
CIRC:s förste föreståndare var Reiner Giesler, professor i terrester ekologi, som 2015 efterträddes av Jan Karlsson, professor i naturgeografi med inriktning mot akvatisk biogeokemi.

## Publikationer (i urval)
- Blume-Werry, Gesche; Jansson Roland, Milbau Ann, Wilson Scott D., Myers-Smith Isla (2016) (på engelska). The hidden life of plants [Elektronisk resurs : fine root dynamics in northern ecosystems]. Umeå: Department of ecology and environmental science, Umeå University. Libris 19660700. http://urn.kb.se/resolve?urn=urn:nbn:se:umu:diva-124757
- Schlaepfer, Daniel R. (2017). ”Climate change reduces extent of temperate drylands and intensifies drought in deep soils [Elektronisk resurs”]. Nature Communications 8. 2041-1723. ISSN 2041-1723. http://urn.kb.se/resolve?urn=urn:nbn:se:umu:diva-131868. Libris 20110505